# Московские Даниловичи
Дани́ловичи (также московские Дани́ловичи) — ветвь дома Рюриковичей от младшего сына Александра Невского Даниила; правящая династия в Московском княжестве, Владимирском великом княжестве (с перерывами), Новгородской земле (с перерывами), Нижегородском княжестве (с перерывами). Династия Государей всея Руси и Царей всея Руси. Угасла в 1598 году после смерти царя Фёдора Ивановича.

## История
Даниил Александрович получил Московское княжество по завещанию отца в 1263 году, однако, по некоторым сведениям, Москва первое время управлялась наместниками Ярослава Ярославича тверского и владимирского.
Междоусобная война в Северо-Восточной Руси (1281—1293) закончилась победой ставленника волжской Орды Андрея Александровича, на сторону которого в 1300 году перешёл и Михаил Ярославич тверской. После разгрома волжским ханом Тохтой «дунайского улуса» Ногая в 1300 году часть знати из южнорусских земель перешла на службу в Москву, что способствовало её первичному усилению. Вмешательство в рязанскую междоусобицу (на антиордынской стороне) привело к присоединению низовий Москвы-реки с Коломной (1301), в 1303 году был захвачен Можайск в её верховьях.
По завещанию Ивана Калиты (1341) три его сына получили по трети Московского княжества, но после пресечения ветви потомства Семёна Гордого из-за чумы (1353) две трети соединились под властью Ивана Ивановича, после смерти в 1364 году от чумы его младшего сына Ивана — под властью его старшего сына Дмитрия. В 1383 году в обмен на возобновление выплат дани в Орду, включая признание долга за 2 года с разгрома Мамая (1380), Даниловичи получили от хана Тохтамыша владимирское великое княжение в наследственное владение, что впервые отразилось в завещании Дмитрия Донского (1389). Там же впервые были упомянуты «купли» Ивана Калиты.
Во второй четверти XV века произошла ожесточённая феодальная война между потомками Дмитрия Донского, в которой семейный принцип наследования взял верх над родовым. Однако, в XV—XVI веках применялась практика репрессий к представителям боковых линий, хотя их владения были как правило довольно скромными.
Москва под управление Даниловичей возглавила процесс освобождения от монголо-татарского ига (до 1480) и объединение северо-восточных русских земель в единое государство, завершённый в начале XVI века.

## Родословная
- Даниил Александрович (1303) — основатель династии, присоединил Коломну и Можайск.
  - Юрий Данилович (1325†) — первый московский князь, владевший ярлыком на великое княжение владимирское (1318—1322). Разбит в Бортеневской битве. Убит тверским князем в Орде.
    - Софья Юрьевна — замужем за Константином Михайловичем тверским.

  - Иван Калита (1341) — князь московский (1322—1341), великий князь владимирский (1332—1341). Участник разгрома Твери в 1327 году и попытки подавления смоленского восстания в 1340. При нём резиденция киевского митрополита была перенесена в Москву.
    - Семён Гордый (1353) — князь московский и великий князь владимирский (1341—1353). Женат на Анастасии Гедиминовне, затем на Марии Михайловне тверской. Организатор походов на Новгород (1341) и Смоленск (1351). Умер от чумы.
      - Василий Семёнович
      - Константин Семёнович
      - Михаил Семёнович
      - Иван Семёнович
      - Даниил Семёнович
      - Василиса Семёновна — замужем за Михаилом Васильевичем кашинским.

    - Даниил Иванович
    - Мария Ивановна — замужем за Константином Васильевичем ростовским.
    - Иван Иванович Красный (1359) — князь московский и великий князь владимирский (1353—1359).
      - Дмитрий Донской (1389) — князь московский и великий князь владимирский (1363—1389). Победитель в Куликовской битве (1380). С санкции Орды оставил потомкам великое княжение владимирское в наследство, признав независимость Тверского княжества (1383).
        - Даниил Дмитриевич
        - Василий Дмитриевич (1425) — великий князь московский (1389—1425).
          - Юрий Васильевич
          - Иван Васильевич
          - Василиса Васильевна
          - Даниил Васильевич
          - Семён Васильевич
          - Анна Васильевна
          - Василий Васильевич Тёмный (1462) — великий князь московский (1425—1462). Победитель в междоусобной войне (1425—1453). Ослеплён по обвинению в союзе с татарами (1445). Ликвидировал серпуховской удел (1456). При нём началась автокефалия московской церкви.
            - Иван III Васильевич (1505) — князь московский и великий князь владимирский (1462—1505). Присоединил Новгород (1478), Тверь (1485), сверг монголо-татарское иго (1472).
              - Иван Иванович Молодой (1490)
                - Дмитрий Иванович Внук (1509) — назначен наследником при жизни деда, затем попал в опалу и умер в заточении.

              - Олёна Ивановна
              - Василий III Иванович (1533) — великий князь московский (1505—1533). Присоединил Смоленск, Чернигов, Рязань, Псков.
                - Иван Васильевич Грозный (1584) — великий князь московский (1533—1547) и российский царь (1547—1584). Учредил Земский собор и стрелецкое войско, присоединил Казань и Астрахань, проиграл Ливонскую войну, учредил опричнину, разбил крымских татар при Молодях.
                  - Анна Ивановна
                  - Мария Ивановна
                  - Дмитрий Иванович
                  - Иван Иванович
                  - Евдокия Ивановна
                  - Фёдор Иванович (1598) — российский царь (1584—1598)
                  - Дмитрий Углицкий (1591†)

                - Юрий Васильевич (князь углицкий) (1563)
                  - Василий Юрьевич (1560)

              - Андрей Иванович (князь старицкий) (1537) — представлял опасность в качестве претендента на престол при малолетнем Иване IV. Умер в заточении.
                - Владимир Андреевич (князь старицкий) (1570) — представлял опасность в качестве претендента на престол. Убит во время опричнины.
                  - Василий Владимирович (князь старицкий) (1573)
                  - Мария Старицкая
                  - Юрий Владимирович (1569) — представлял опасность в качестве претендента на престол. Убит во время опричнины.
                  - Иван Владимирович (1569) — представлял опасность в качестве претендента на престол. Убит во время опричнины.

              - Юрий Иванович (князь дмитровский) (1536) — представлял опасность в качестве претендента на престол при малолетнем Иване IV. Умер в заточении.
              - Семён Иванович (князь калужский) (1518)
              - Дмитрий Иванович Жилка (1521)

            - Юрий Васильевич Большой (1441)
            - Юрий Васильевич Меньшой (1473)
            - Андрей Васильевич Большой (1493) — представлял опасность в качестве претендента на престол. Умер в заточении.
            - Семён Васильевич (1405)
            - Борис Васильевич (князь волоцкий) (1494)
              - Фёдор Борисович (князь волоцкий) (1513)
              - Иван Борисович (князь рузский) (1503)

            - Анна Васильевна (рязанская княгиня)
            - Андрей Васильевич Меньшой (1481)

          - Анастасия Васильевна

        - Анна Дмитриевна — замужем за Юрием Патрикеевичем.
        - Юрий Дмитриевич (1434)
          - Василий Юрьевич Косой (1448)
          - Дмитрий Юрьевич Шемяка (1453) — великий князь московский (1445, 1446—1447), проиграл борьбу за власть Василию Тёмному, отравлен в Новгороде.
            - Иван Дмитриевич Шемякин (1453) — после смерти отца ушёл в Литву, князь рыльский и новгород-северский.
              - Василий Иванович Шемячич (1529) — князь рыльский и новгород-северский. Перешёл на московскую службу вместе с владениями (1500). Умер в заточении.

          - Дмитрий Юрьевич Красный (1441)

        - Анастасия Дмитриевна — замужем за Иваном Всеволодовичем Холмским.
        - Андрей Дмитриевич (князь можайский) (1432)
          - Иван Андреевич (князь можайский) (1485) — в 1454 году бежал в Литву.
            - Семён Иванович (князь стародубский северский) (1508) — в 1500 году перешёл на московскую службу вместе с владениями.
              - Василий Семёнович (князь стародубский северский) (ок. 1518)

          - Михаил Андреевич (князь верейский) (1486)
            - Василий Михайлович Верейский (до 1501)
              - Софья Васильевна Верейская (1549)

            - Иван Михайлович (до 1483)
            - Анастасия Михайловна

          - Анастасия Андреевна

        - Семён Дмитриевич
        - Пётр Дмитриевич (1428)
        - Иван Дмитриевич
        - Константин Дмитриевич (1434)

      - Анна Ивановна — замужем за Дмитрием Михайловичем Боброком.
      - Иван Иванович Малый (1364)

    - Феодосия Ивановна
    - Андрей Иванович (князь серпуховской) (1353) — умер от чумы.
      - Владимир Андреевич Храбрый (1410) — победитель в Куликовской битве. Женат на Елене Ольгердовне. Признал московский престол за двоюродным племянником Василием Дмитриевичем.
        - Иван Владимирович
          - Мария Ивановна

        - Андрей Владимирович Большой
        - Фёдор Владимирович
        - Ярослав Владимирович (князь боровско-ярославецкий) (1426)
          - Василий Ярославич (князь серпуховско-боровский) (1483) — помогал Василию Тёмному в борьбе за власть. При вокняжении Дмитрия Шемяки ушёл в Литву, затем вернулся в восстановленный серпуховской удел. Представлял опасность в качестве претендента на престол. Умер в заточении.
            - Иван Васильевич (княжич боровский) (1507)

          - Мария Ярославна
          - Алёна Ярославна

        - Василий Владимирович
        - Семён Владимирович
        - Андрей Владимирович Меньшой
          - Андреевна

      - Иван Андреевич

  - Александр Данилович (1308)
  - Афанасий Данилович (1322) — был князем-представителем Юрия Даниловича в Новгороде.
  - Борис Данилович (1320)